# Рахель Зільберберг
Рахель Зільберберг (пол. Rachel Zilberberg; 1920–1943) — єврейська активістка антинацистського руху опору та учасниця повстання у Варшавському гетто. Вважається, що вона мала ключову роль в організації повстання.

## Дитинство та освіта
Рахель Зільберберг народилася у Варшаві 5 січня 1920 року у родині православних євреїв: Олександра Зендера та Маші, уродженої Нордвінд. Її батьки були власниками молочного магазину. Рахель навчалася в єврейській гімназії, де приєдналася до молодіжної організації Гашомер Гацаїр, згодом стала членом «Фронтової бригади» — разом із Мордехаєм Анєлевичем, майбутнім командуючим повстанням у Варшавському гетто.
У школі вона досягала успіхів у науці та спорті та була відома своїми чудовими організаторськими здібностями. Свідоцтво про закінчення середньої школи вона отримала на початку Другої світової війни, тобто 1 вересня 1939 року, під час вторгнення Німеччини до Польщі. Через два тижні СРСР напав на Польщу зі сходу.

## У Литві
Після нападу Німеччини Рахель разом із сестрою Рут втекла на схід Польщі. Спочатку вони переїхали до Кейданів (сучасний Кедайняй), які на той час перебували під контролем СРСР. Там вона приєдналася до кібуцу Га-Манова. Потім, вона переїхала до Вільнюса та приєдналася до місцевого кібуцу Гашомера Гацаїр. Вона жила у Вільнюсі з Моше Копіто. 22 лютого 1941 в них народилася дочка Мая.
22 червня 1941 року німецька армія атакувала радянські позиції на сході Польщі. Згодом, німці організували депортацію євреїв з Вільнюса, що супроводжувалася масовим вбивством. Рахель зі сім'єю переховувалася в криївці в польському домініканському жіночому монастирі, що розташований у лісі, приблизно за 6 км від Вільнюса.
Після того, як Моше Копіто був вбитий нацистами, намагаючись придбати молоко та запаси для їхньої дочки, Рахель прилаштувала дочку Маю під іменем Ядвіга Согак у дитячий будинок у Вільнюсі. Подальша доля Маї невідома. У той час керівництво Гашомер Гацаїра у Вільнюсі вирішило відправити Рахель назад до Варшави для створення підпільної організації. До Варшави вона добиралася разом з Хайкою Гроссман.

## Смерть
У січні 1942 року Рахель повернувся до варшавського гетто. Її завданням було розказати місцевим про масове вбивство євреїв у Вільнюсі та організація підпільного руху опору. Її кодовим ім'ям було Саренка (тобто, невелика сарна). Через місяць після повернення Рахель у варшавському гетто німці убили 50 осіб, яких серед ночі підняли з ліжок і розстріляли на вулиці біля своїх будинків. Ця подія стала важливим каталізатором антинацистського повстання. 19 квітня 1943 року почалося повстання. Командування повстанням знаходилося у бункері на вулиці Міла, 18. 8 травня німці атакували бункер. Під час цієї акції Рахель Зільберберг загинула. На момент смерті їй було 23 роки.